# Hyper-Kamiokande
Hyper-Kamiokande ist ein Teilchenphysik-Experiment, das derzeit von einer internationalen Kollaboration aus 22 Ländern in Japan gebaut wird. Als Nachfolger von Super-Kamiokande und T2K soll es Neutrinos detektieren, die in astrophysikalischen Objekten wie der Sonne, in der Erdatmosphäre oder an Teilchenbeschleunigern produziert werden. Außerdem soll es nach Protonenzerfall suchen.
Der Haupt-Detektor wird unter einem Berg in der Nähe von Kamioka, in der japanischen Präfektur Gifu, gebaut.
Ein Neutrinostrahl, der Teil des Experiments ist, wird am Forschungszentrum J-PARC in Tokai-mura in der Präfektur Ibaraki erzeugt. Dort befindet sich auch ein Komplex aus mehreren Nahdetektoren, die die ursprüngliche Zusammensetzung des Neutrinostrahls vermessen.

## Geschichte
Erste Pläne für einen Nachfolger von Super-Kamiokande wurden bereits seit 1999 diskutiert.
Im September 2011 wurde ein Letter of Intent mit einem vorläufigen Detektorentwurf veröffentlicht,
2018 folgte dann ein Design Report mit einem überarbeiteten Detektorentwurf.
Der Bau wurde am 13. Dezember 2019 vom japanischen Kabinett genehmigt. Seit 2021 werden die Zugangstunnel sowie die Höhle für den Haupt-Detektor ausgehoben; im Jahr 2027 soll der wissenschaftliche Betrieb beginnen.

## Beschreibung des Experiments

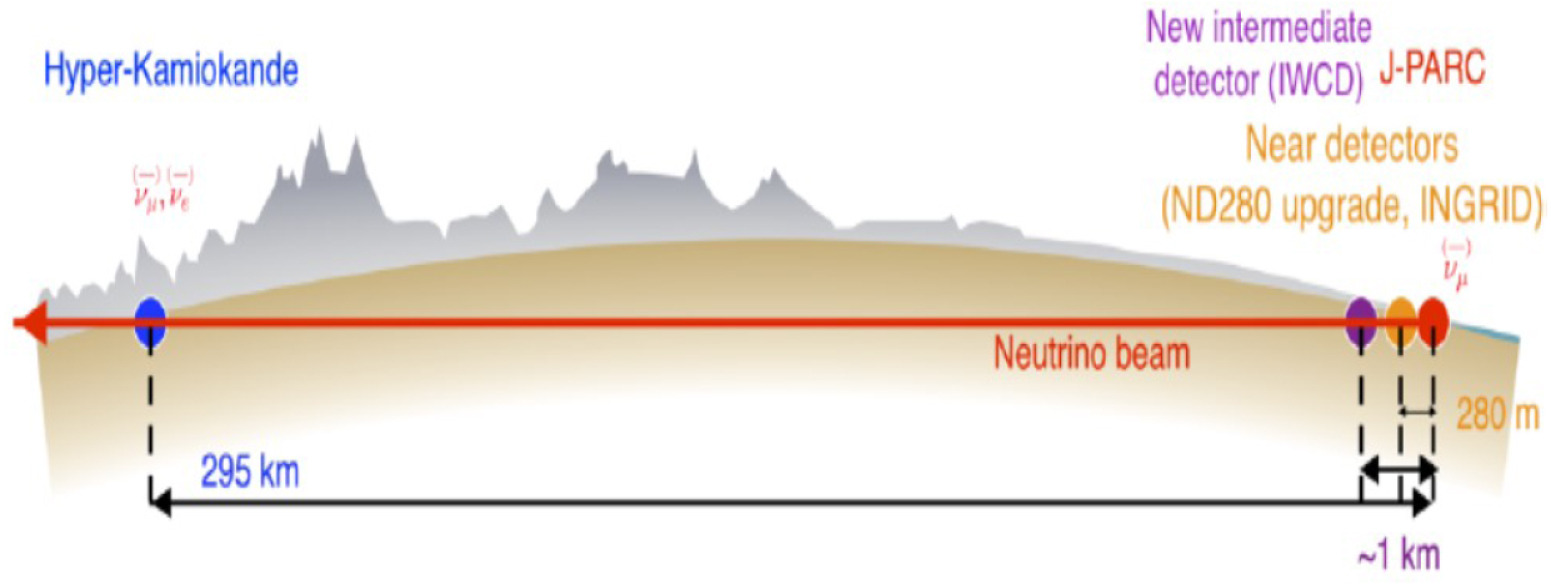
Überblick über das Hyper-Kamiokande-Experiment

Das Hyper-Kamiokande-Experiment besteht aus mehreren Komponenten, die auf zwei Standorte aufgeteilt sind.

### Haupt-Detektor
Der Haupt-Detektor, oft selbst „Hyper-Kamiokande“ genannt, ist ein zylindrischer Tank mit 68 Metern Durchmesser und 71 Metern Höhe, gefüllt mit 258 Kilotonnen Reinstwasser. Dieser befindet sich in einem Berg, 650 Meter unter der Erdoberfläche, um Störungen durch kosmische Strahlung zu reduzieren.

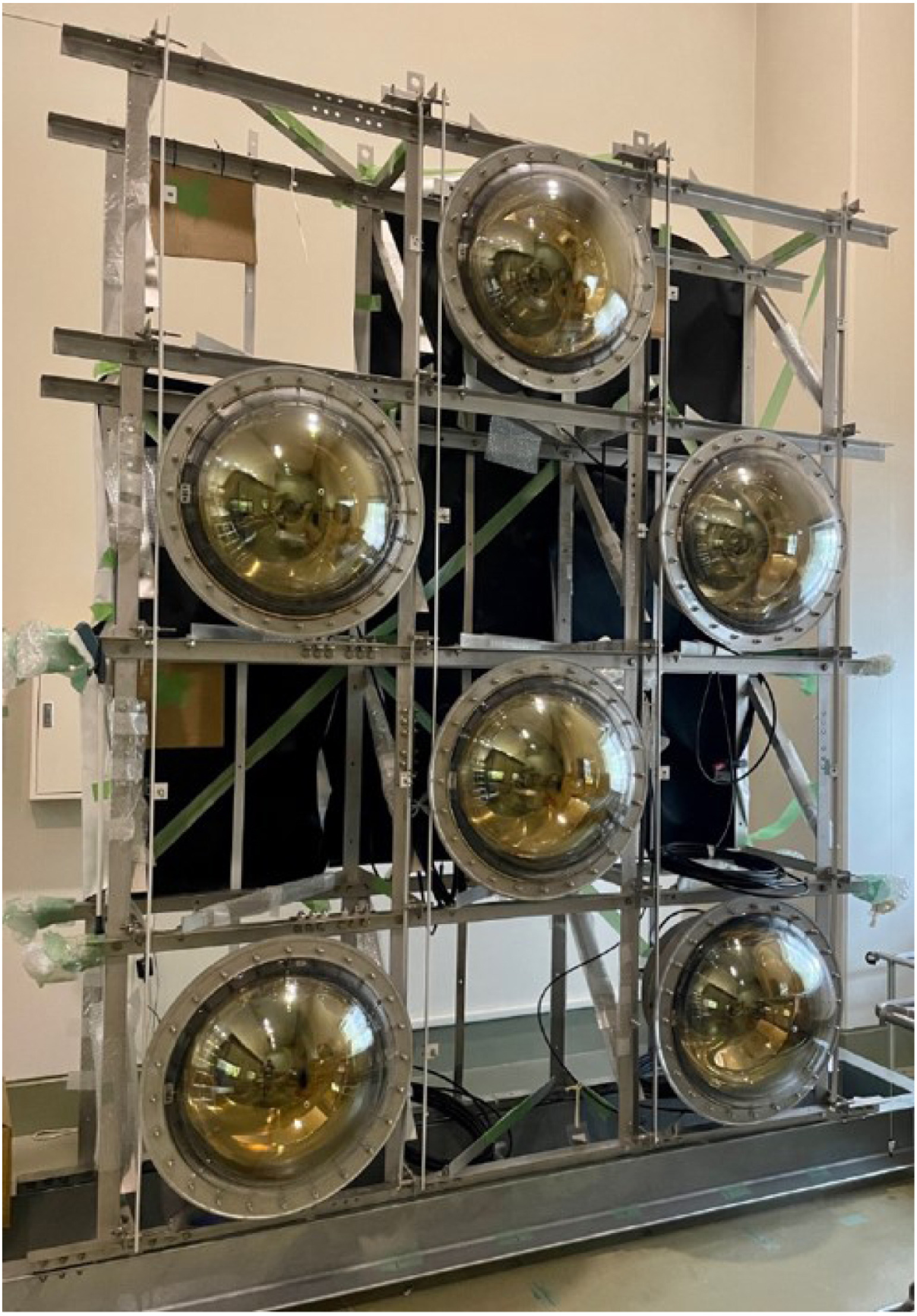
Testaufbau des Gerüsts zwischen innerem und äußerem Detektor, mit Photomultipliern

Der Tank enthält einen zylindrischen inneren Detektor, der von einem Gerüst umgeben ist, an dem Photomultiplier befestigt werden. Außerhalb dieses Gerüstes befindet sich eine 1–2 Meter breite Wasserschicht, der sogenannte äußere Detektor, der optisch vom inneren Detektor getrennt ist. Er dient dazu, von außen eindringende Teilchen (etwa Myonen aus kosmischer Strahlung) von Teilchenwechselwirkungen innerhalb des Detektors zu unterscheiden.
Der für physikalische Messungen genutzte Teil des inneren Detektor hat eine Masse von 180 Kilotonnen und wird somit mehr als 8-mal größer sein als in Super-Kamiokande.

### Neutrinostrahl und Nahdetektoren
Der Neutrinostrahl für Hyper-Kamiokande wird am Forschungszentrum J-PARC mit einem Protonenbeschleuniger erzeugt und dort von Nahdetektoren vermessen, bevor er zum fast 300 Kilometer entfernten Haupt-Detektor fliegt.
Sowohl Neutrinostrahl als auch Nahdetektoren wurden bereits für das T2K-Experiment genutzt. Für Hyper-Kamiokande soll die Energie des Neutrinostrahls auf 1,3 MW erhöht werden.

### Intermediate Water Cherenkov Detector
Der Intermediate Water Cherenkov Detector (IWCD) ist ein zylindrischer Detektor mit 6 Meter Höhe und 8 Meter Durchmesser, der sich etwa einen Kilometer vom Ursprung des Neutrinostrahls befinden wird und für Hyper-Kamiokande neu gebaut wird. Er soll höhenverstellbar sein und den Bereich von 1–4° abseits der Strahlachse abdecken, um Neutrinoflüsse mit verschiedenen Energieverteilungen zu vermessen.

## Bibliografie
- Francesca Di Lodovico: The Hyper-Kamiokande Experiment. In: Journal of Physics: Conference Series. 888. Jahrgang, Nr. 1, 2017, S. 012020, doi:10.1088/1742-6596/888/1/012020, bibcode:2017JPhCS.888a2020D (englisch).
- Dennis Normile: Japanese neutrino physicists think really big. PMID 25657225 (sciencemag.org).